# MOON VOICE
『MOON VOICE』（ムーン・ヴォイス）は、1987年9月21日発売されたGRASS VALLEYの2枚目のアルバム。

## 解説
本作より上領亘が作曲に参加。LPとCDで曲順が異なる。

## 収録曲
全編曲：GRASS VALLEY

### LP盤
Side A
1. MOON VOICE
作詞:出口雅之　作曲:本田恭之
2. TEARFUL COLOR
作詞・作曲:本田恭之
3. ALL OF BARREN SOUL
作詞:出口雅之　作曲:根本一朗
4. 真夜中の透視図
作詞:出口雅之　作曲:本田恭之

Side B
1. 輝くほとりに
作詞:出口雅之　作曲:上領亘
2. 砂上の夢
作詞・作曲:本田恭之
3. 遥かなる光芒
作詞:出口雅之　作曲:上領亘

### CD盤
1. MOON VOICE
2. 砂上の夢
3. ALL OF BARREN SOUL
4. 輝くほとりに
5. 真夜中の透視図
6. TEARFUL COLOR
7. 遥かなる光芒